# Elizabeth Ryan (Tennisspielerin)

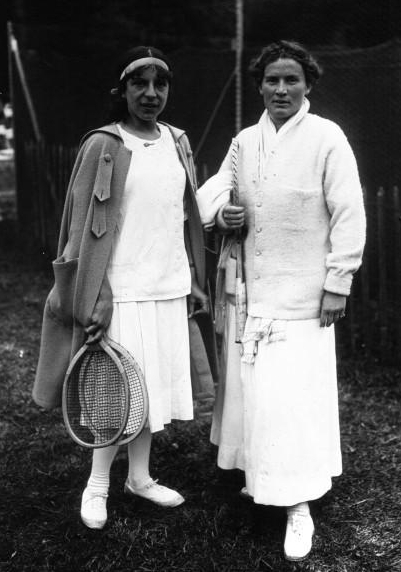
Elizabeth Ryan (r.) mit der französischen Spielerin Suzanne Lenglen (1914)

Elizabeth Montague Ryan (* 8. Februar 1892 in Anaheim, Kalifornien; † 6. Juli 1979 in Wimbledon, Vereinigtes Königreich) war eine US-amerikanische Tennisspielerin.

## Karriere
Als Einzelspielerin war es Elizabeth Ryan nicht vergönnt eines der großen Turniere zu gewinnen. Sie stand zweimal im Finale von Wimbledon (1921, 1930) und einmal im Endspiel von Forest Hills, doch konnte sie die Endspiele nicht für sich entscheiden.
Im Doppel ist sie dagegen bis heute die erfolgreichste Spielerin in Wimbledon. Bei 13 Endspielteilnahmen gewann sie 12 Mal: 1914, 1919–1923, 1925, 1926, 1927, 1930, 1933, 1934. Im Mixed war sie ähnlich erfolgreich. Hier gewann sie bei 10 Endspielteilnahmen 7 Mal mit fünf verschiedenen Partnern. Auch bei den Doppel- und Mixedwettbewerben in Paris und Forest Hills war sie erfolgreich.